# Демографска историја Македоније
Познато је да је регион Македоније био насељен још од палеолита.

## Најранији историјски становници
Најранији историјски становници овог региона били су Пелазги, Бриге и Трачани . Пелазги су заузели Ематију а Бриге су заузеле северни Епир, као и Македонију, углавном западно од реке Аксиос и делове Мигдоније. Трачани су у раним временима заузимали углавном источне делове Македоније ( Мигдонија, Крестонија, Бисалтија ). Древни Македонци недостају у раним историјским извештајима јер су живели у јужним крајевима региона – Орестијском висоравни – још од пре мрачног века.  Македонска племена су се касније преселила из Орестиса у горњем алијамону због притиска Орестеја.

## Стари Македонци
Назив региона Македоније (грч. Μακεδονία, Македонија ) потиче од племенског имена старих Македонаца (грч. Μακεδώνες, Македонес ). Према грчком историчару Херодоту, Македној ( грч. Mακεδνοί) били су дорско племе које је остало за време велике миграције дорских Грка према југу.  Реч „Македнос“ је сродна са дорском грчком речи „Μακος“ Μакос ( атички облик Μηκος – „мекос“), што на грчком значи „дужина“. Стари Македонци су узели ово име или зато што су били физички високи, или зато што су се населили у планинама. Последња дефиниција би превела "македонски" као "горт".
Пре владавине Александра I, оца Пердике II, древни Македонци су живели углавном на земљишту у близини Халиакмона, на крајњем југу модерне грчке провинције Македоније . Александру се приписује да је Македонији додао многе земље које ће постати део основне македонске територије: Пиерију, Ботију, Мигдонију и Ордају. Чини се да су Антхемус, Црестониа и Бисалтиа такође додани током његове владавине. Већину ови земаља раније су насељавала трачка племена, а Тукидид бележи како су Трачани потиснути у планине када су Македонци стекли њиове земље. Македонци (грч. Μακεδόνες, Makedónes)  су вили древно племе које је живело на Алувијалној равни око река Бистрица и Вардара у североисточном делу Грчке.
У суштини древни грчки народ, они су се постепено ширили из своје домовине дуж долине Бистрице на северном рубу грчког света, апсорбујући или протеривајући суседна негрчка племена, првенствено Трачана и Илира. Говорили су старомакедонски, који је био или сродни језик старогрчком или дорски грчки дијалект, иако је престижни језик региона прво био атички, а затим грчки коине. Њихова верска уверења одражавала су веровања других Грка, следећи главна божанства грчког пантеона, иако су Македонци наставили са арајским праксама сахрањивања које су престале у другим деловима Грчке после 6. века пре нове ере. Осим монарије, срж македонског друштва било је њено племство. Слично аристократији суседне Тесалије, њихово богатство је углавном било изграђено на чувању коња и стоке.
Иако састављено од разних кланова, краљевство Македонија, основано око 8. века пре нове ере, углавном се повезује са династијом Аргеад и племеном названом по њој. Династију је наводно основао Пердика I, потомак легендарног Темена из Арга, док је област Македоније можда добила име по Македону, лику грчке митологије . Традиционално којима су владале независне породице, чини се да су Македонци прихватили владавину Аргеада у време Александра I ( в. 498–454. п. н. е.– ). Под Филипом II ( в. 359–336. п. н. е.– ), Македонци су заслужни за бројне војне иновације, које су прошириле њиову територију и повећале контролу над другим областима које се протежу у Тракији . Ова консолидација територије омогућила је подвиге Александра Великог ( в. 336–323. п. н. е.– ), освајање Аеменидског царства, успостављање држава наследница дијадоха и инаугурација хеленистичког периода у западној Азији, Грчкој и ширем медитеранском свету . Македонце је на крају покорила Римска република, која је разбила Македонску монарију на крају Трећег македонског рата (171–168. п. н. е.) и успоставила римску провинцију Македонију након Четвртог македонског рата (150–148. п. н. е.).
Пре владавине Александра I, оца Пердике II, древни Македонци су живели углавном на земљишту у близини Халиакмона, на крајњем југу модерне грчке провинције Македоније . Александру се приписује да је Македонији додао многе земље које ће постати део основне македонске територије: Пиерију, Ботију, Мигдонију и Ордају. Чини се да су Антхемус, Црестониа и Бисалтиа такође додани током његове владавине. Већину ови земаља раније су насељавала трачка племена, а Тукидид бележи како су Трачани потиснути у планине када су Македонци стекли њихове земље.
Генерације након Александра, Филип II Македонски ће додати нове земље Македонији, а такође ће смањити суседне силе као што су Илири и Пеонци, који су га напали када је постао краљ, на полуаутономне народе. У Филипово време, Македонци су се проширили и населили на многим новим суседним територијама, а Тракију до Нестуса колонизовали су македонски досељеници. Страбон, међутим, сведочи да је највећи део становништва који је настањивао Горњу Македонију остао трако-илирског порекла. Филипов син, Александар Велики, проширио је македонску власт на кључне грчке градове-државе, а његове кампање, како локалне тако и вањске, учиниле су македонску моћ врховном од Грчке, до Персије, Египта и руба Индије.
Након овог периода било је поновљених варварских инвазија Келта на Балкан.

## Римска Македонија
После Андриског пораза 148. п. н. е, Македонија је званично постала провинција Римске републике 146. п. н. е. Хеленизација негрчког становништва још није била потпуна 146. п. н. е, а многа трачка и илирска племена су сачувала своје језике. Такође је могуће да се још увек говорио древни македонски језик, поред коинеа, уобичајеног грчког језика хеленистичке ере. Од раног периода, римска провинција Македонија обуватала је Епир, Тесалију, делове Тракије и Илирије, чиме је регион Македоније трајно изгубио сваку везу са својим древним границама, а сада је дом већег броја становника.

## Византијска Македонија
Како се грчка држава Византија постепено појавила као држава наследница Римског царства, Македонија је постала једна од њених најважнијих провинција јер је била близу главног града Царства ( Константинопољ) и укључивала њен други највећи град ( Солун). Према византијским картама које је забележио Ернест Хонигман, до 6. века нове ере у границама Царства постојале су две провинције које су носиле назив „Македонија“:
- Мацедониа Прима („Прва Македонија“)

обухватајући већи део краљевине Македоније, поклапајући се са већином модерне грчке области Македоније, и имао је Солун као главни град.
- Мацедониа Салутарис („Здрава Македонија“), позната и као Мацедониа Сецунда („Друга Македонија“)

делимично обухватајући и Пелагонију и Дарданију и обухватајући целу Паеонију. Покрајина се углавном поклапа са данашњом Северном Македонијом. Град Стоби који се налази на ушћу Црне Реке и Вардара, некадашњи главни град Паеоније, постао је главни град провинције.
Македонија је више пута пустошена у 4. и 5. веку пустошним налетима Визигота, Хуна и Вандала. Ово је мало учинило да се промени његов етнички састав (регион је у то време био скоро потпуно насељен Грцима или хеленизованим народом), али је већи део региона оставио без становништва.
Касније, око 800. године нове ере, нова провинција Византијског царства – Македонија, организовала је царица Ирена из теме Тракије. Није имала никакве везе са историјском или географском регијом Македоније, али је уместо тога била са средиштем у Тракији, укључујући област од Адријанопоља (престонице теме) и долине Евроса на истоку дуж Мраморног мора. Није укључивао ниједан део античке Македоније, који је (уколико су га Византинци контролисали) био у Тема Солуна.

## Средњи век
Користећи пустош коју су оставила номадска племена, Словени су се насељавали на Балканско полуострво од 6. века нове ере (видети и: Јужни Словени) . Уз помоћ Авара и Турски Бугара, словенска племена су у 6. веку започела постепену инвазију на земље Византије . Они су се инфилтрирали у Македонију и стигли до Тесалије и Пелопонеза на југ, насељавајући се у изолованим регионима које су Византинци називали Склавинијама, све док се постепено нису смирили. Многи Словени су дошли да служе као војници у византијској војсци и населили се у другим деловима Византијског царства. Словенски досељеници су многе асимилирали  међу романизованим и хеленизованим пеонским, илирским и трачким становништвом Македоније, али су џепови племена који су побегли у планине остали независни.  Један број научника данас сматра да данашњи Арумуни (Власи), Саракатсани и Албанци потичу из ови планински популација. Интеракција између романизовани и нероманизовани староседелачки народа и Словена резултирала је језичким сличностима које се огледају у савременим бугарским, албанским, румунским и македонским, сви припадници балканског језичког простора . Словени су заузели и залеђе Солуна, започињући узастопне нападе на град 584, 586, 609, 620. и 622. године нове ере, али га никада нису заузели. Одреди Авара често су се придруживали Словенима у њиовим јуришима, али Авари нису формирали трајнија насеља у региону. Огранак Бугара предвођен каном Кубером, међутим, настанио се у западној Македонији и источној Албанији око 680. године нове ере и такође је учествовао у нападима на Византију заједно са Словенима . У то време, неколико различитих етничких група је настањивало читав регион Македоније, са Јужним Словенима који су чинили укупну већину на северним ободима Македоније док су Грци доминирали планинским пределима западне Македоније, централним равницама и обалом.
Почетком 9. века Бугарска је освојила северне византијске земље, укључујући Македонију Б и део Македоније А. Ти крајеви су остали под бугарском влашћу два века, све до уништења Бугарске од стране византијског цара Василија II (надимак „Бугар -убица") 1018. године. У 11. и 12. веку, први историјски помен се јавља о две етничке групе тик уз границе Македоније: Арванити у модерној Албанији и Власи (Аромуни) у Тесалији и Пинду. Савремени историчари су подељени у погледу тога да ли су Албанци тада дошли на те просторе (из Дакије или Мезије) или су пореклом од староседеоца нероманизованог трачког или илирског становништва.
Такође у 11. веку Византија је населила неколико десетина хиљада турских хришћана из Мале Азије, званих Вардариоти, дуж доњег тока Вардара. Колоније других турских племена као што су Узи, Печенези и Кумани такође су уведене у различитим периодима од 11. до 13. века. Сви су они на крају еленизовани или бугаризовани. Роми, који су мигрирали из северне Индије, стигли су на Балкан - укључујући Македонију - око 14. века, а неки од њих су се тамо населили. Узастопни таласи досељавања Рома десили су се иу 15. и 16. веку. (Види још: Роми у Републици Македонији)
У 13. и 14. веку Византијско царство, Епирска деспотовина, владари Тесалије и Бугарско царство су се борили за контролу над регионом Македоније, али често померање граница није резултирало већим променама становништва. Године 1338. српско царство је освојило ову област, али је након битке на Марици 1371. године већина српских господара Македоније признала османску власт. Након освајања Скопља од стране Турака Османлија 1392. године, већи део Македоније је формално постао укључен у Османско царство.

## Османска власт

### Муслимани и хришћани
Почетни период османске владавине довео је до депопулације равница и речних долина Македоније. Тамошње хришћанско становништво је побегло у планине. Османлије су углавном доведене из Мале Азије и населиле делове региона. Обновљени су градови порушени у Вардарској Македонији током освајања, овога пута насељени искључиво муслиманима. Османски елемент у Македонији био је посебно јак у 17. и 18. веку, када су путници већину становништва, посебно градског, дефинисали као муслиманско. Османско становништво је, међутим, нагло опадало крајем 18. и почетком 19. века због непрестани ратова које је водило Османско царство, ниског наталитета и већег броја умрли од честих епидемија куге међу муслиманима од међу хришћанима.
Османско-хабзбуршки рат (1683–1699), потоњи бекство значајног дела српског становништва са Косова у Аустрију и репресалије и пљачке током отоманске контраофанзиве довели су до прилива албански муслимана на Косово, у северну и северозападну Македонију. Налазећи се на позицији моћи, албански муслимани су у 18. и 19. веку успели да истисну своје хришћанске суседе и освоје додатне територије. Притисци централне владе након првог руско-турског рата који се завршио 1774. године и у који су отомански Грци били умешани као „пета колона“ довели су до површне исламизације неколико иљада грчки говорника у западној Македонији. Ови грчки муслимани задржали су свој грчки језик и идентитет, остали су криптохришћани, а касније су и локални грчки православни хришћани назвали Валлаадес јер је очигледно једини турско-арапски који су икада научили био како се каже „ва-ллаи“ или „од Алаха“ „. Уништење и напуштање хришћанског арумунског града Москополе и други важни арумунски насеља у региону јужне Албаније (Епир-Македонија) у другој половини 18. века изазвало је масовну миграцију иљада Аромуна у градове и села Западна Македонија, пре свега до Битоља, Крушева и околни региона. Солун је такође постао дом велике јеврејске популације након што је Шпанија протерала Јевреје после 1492. године. Јевреји су касније формирали мале колоније у другим македонским градовима, пре свега у Битољу и Серу .

### Хеленска идеја
Успон европског национализма у 18. веку довео је до ширења еленске идеје у Македонији. Његов главни стуб током векова отоманске владавине било је аутохтоно грчко становништво историјске Македоније. Под утицајем грчких школа и Цариградске патријаршије, међутим, почео је да се шири међу осталим православним поданицима Царства, јер је градско хришћанско становништво словенског и албанског порекла почело да се све више доживљава као Грке. Грчки језик је постао симбол цивилизације и основно средство комуникације између немуслимана. Процес хеленизације додатно је појачан након укидања Охридске бугарске архиепископије 1767. године. Иако са претежно грчким свештенством, Архиепископија није попустила директном наређењу Цариграда и имала је аутономију у многим виталним доменима. Међутим, сиромаштво хришћанског сељаштва и недостатак одговарајућег школовања у селима очували су језичку разноликост македонског села. Хеленска идеја је достигла врунац током Грчког рата за независност (1821–1829) који је добио активну подршку грчког македонског становништва у оквиру њихове борбе за васкрс грчке државности. Према Иституто Географико де Агостини из Рима, 1903. године у вилајетима Селаник и Монастир грчки је био доминантан наставни језик у региону:
| Језик    | Школе | ђаци   |
| -------- | ----- | ------ |
| грчки    | 998   | 59,640 |
| бугарски | 561   | 18,311 |
| румунски | 49    | 2,002  |
| Српски   | 53    | 1,674  |

Османски историчари и путници као што су Хоџа Садеддин Ефенди, Мустафа Селаники, хаџи халфа и Евлија Челебија описали су већину становништва Македоније као Бугаре током 16. и 17. века. Име је, међутим, значило прилично мало с обзиром на политичко угњетавање од стране Османлија и верско и културно угњетавање од стране грчког свештенства. Бугарски језик је сачуван као културни медиј само у неколицини манастира, а подизање друштвеног статуса обичног Бугарина је обично значило пролазак кроз процес хеленизације . Словенска литургија се, међутим, очувала на нижим нивоима Охридске бугарске архиепископије неколико векова до њеног укидања 1767. године.
Творац модерне бугарске историографије Петар Богдан Бакшев у свом првом делу „ Опис бугарског царства “ 1640. године помиње географске и етничке границе Бугарске и бугарског народа укључујући и „ већи део Македоније… до Охрида“, до граница Албаније и Грчке . . . " . христофор Жефарович, сликар из 18. века рођен у Македонији, имао је пресудан утицај на бугарски народни препород и значајно утицао на целокупну бугарску хералдику 19. века, када је постао најутицајнији међу свим генерацијама бугарских просветитеља и револуционара и уобличио идеју за савремени бугарски национални симбол. У свом тестаменту је изричито навео да су му рођаци „бугарске националности“ и из Дојрана. Иако је прво књижевно дело на модерном бугарском језику, Историју славенских Бугара, написао бугарски монах, рођен у Македонији, Пајсије хилендарски још 1762. године, требало је скоро цео век да бугарска идеја поново завлада у региону. Бугарском напредовању у Македонији у 19. веку допринела је бројчана надмоћ Бугара после смањења турског становништва, као и њихов побољшан економски статус. Бугари Македоније су активно учествовали у борби за самосталну бугарску патријаршију и бугарске школе.
Представници интелигенције писали су на језику који су називали бугарским и залагали се за равномернију заступљеност локалних бугарских дијалеката који се говоре у Македонији на формалном бугарском. Аутономна бугарска егзархија основана 1870. обухватала је северозападну Македонију. После надмоћног гласања Охридског и Скопског округа, она је 1874. године нарасла и обухватала целу данашњу Вардарску и Пиринску Македонију . Овај процес бугарског националног препорода у Македонији, међутим, био је много мање успешан у историјској Македонији, која је поред Словена имала компактно грчко и арумунско становништво. хеленска идеја и Цариградска патријаршија су сачувале велики део свог ранијег утицаја међу локалним Бугарима, а долазак бугарске идеје претворио је регион у бојно поље између оних који су били привржени Патријаршији и Егзархата са линијама подела које често раздвајају породицу и рођаке.
Европски етнографи и лингвисти до Берлинског конгреса обично су сматрали језик словенског становништва Македоније бугарским. Француски научници Ами Буе 1840. и Гијом Лежан 1861. године, Немци Август Грисебах 1841, Ј. хан 1858. и 1863, Август хајнрих Петерман 1869. и Хајнрих Киперт 1876. године, Словак Еракел2 и Чех Павел Јозеф18 1868. и Ф. Бродаска 1869. године, Енглези Џејмс Вајлд 1877. и Џорџина Мјур Мекензи и Аделина Паулина Ирби 1863. године, Срби Давидовитцх 1848. године, Цонстант Десјардинс 1853. године и Стјепан Верковић 1860. године, Руси Викен у Виктору18 Миркуљи4 Григоровичу . 1867, као и Аустријанац Карл Сакс 1878. објавио је етнографске или лингвистичке књиге, или путне белешке, у којима је словенско становништво Македоније дефинисало као бугарско. Аустријски лекар Јозеф Милер објавио је 1844. године путне белешке у којима је словенско становништво Македоније сматрао српским. Овај регион су даље идентификовали као претежно грчки Француз Ф. Бјанкони 1877. и Енглез Едвард Стенфорд 1877. године. Он је тврдио да је градско становништво Македоније у потпуности грчко, док је сељаштво мешовитог, бугарско-грчког порекла и има грчку свест, али још није савладало грчки језик.

## Македонско питање
У Европи су класичне ненационалне државе биле мултиетничке империје као што је Османско царство, којим је владао султан, а становништво је припадало многим етничким групама које су говориле многе језике. Идеја националне државе била је све већи нагласак током 19. века, на етничком и расном пореклу нација. Најуочљивија карактеристика била је степен у коме националне државе користе државу као инструмент националног јединства, у економском, друштвеном и културном животу. До 19. века, Османлије су знатно заостајале за остатком Европе у науци, технологији и индустрији. У то време Бугари су покренули сврсисходну борбу против грчких свештеника. Бугарске верске вође су схватиле да било каква даља борба за права Бугара у Османском царству не може успети ако не успеју да добију бар неки степен аутономије од Цариградске патријаршије . Оснивање Бугарске егзархије 1870. године, која је обухватала већи део Македоније ферманом султана Абдулазиза, била је директна последица борбе бугарских православаца против доминације Цариградске грчке патријаршије 1850-их и 1860-их година.
Након тога, 1876. године Бугари су се побунили у Априлском устанку . Појава бугарских националних осећања била је уско повезана са поновним успостављањем независне бугарске цркве. Овај пораст националне свести постао је познат као Бугарски национални препород . Међутим, устанак су сломили Османлије. Као резултат тога, на Цариградској конференцији 1876. године преовлађујући бугарски карактер Словена у Македонији одразио се у границама будуће аутономне Бугарске онако како је тамо уцртана. Велике силе су на крају дале сагласност на варијанту, која је искључила историјску Македонију и Тракију, а Бугарској ускратила приступ Егејском мору, али су иначе укључиле све остале регионе у Отоманско царство насељене Бугарима. У последњем тренутку, међутим, Османлије су одбациле план уз тајну подршку Британије. Имајући на коцки своју репутацију, Русија није имала другог избора осим да објави рат Османлијама у априлу 1877. Санстефанским уговором из 1878. године, који је одражавао максимум жеље руске експанзионистичке политике, Бугарска је добила целу Македонију осим Солуна, полуострва халкидика и долине Алијамона.
Берлински конгрес исте године прерасподелио је већину бугарских територија које су претходним уговором дале Кнежевини Бугарској назад Османском царству. То је обухватало целу Македонију. Као резултат тога, крајем 1878. избио је Креснско-Разлошки устанак – неуспела бугарска побуна против османске власти у региону Македоније. Међутим, одлука донета на Берлинском конгресу убрзо је претворила македонско питање у „јабуку сталне неслоге“ између Србије, Грчке и Бугарске. Бугарски народни препород у Македонији није прошао без супротстављања. И Грци и Срби су имали националне амбиције у региону, и веровали су да се њима може допринети политика културне и језичке дисимилације македонских Словена, која се постиже просветном и црквеном пропагандом. Ипак, до 1870-их Бугари су очигледно били доминантна национална партија у Македонији. Очекивало се да ће македонски Словени наставити да се развијају као саставни део бугарске нације и да ће, у случају пропасти Османског царства, Македонија бити укључена у бугарску државу наследницу. То што су се ова предвиђања показала нетачним није била последица било каквих интринзичних посебности македонских Словена, које их издвајају од Бугара, већ низа катастрофалних догађаја, који су у периоду од седамдесет година скренули ток македонске историје са њеног претпостављени тренд.

### Српска пропаганда
Српски национализам деветнаестог века посматрао је Србе као народ изабран да води и уједини све јужне Словене у једну државу, Југославију (земљу јужних Словена). Расла је савест периферних делова српског народа, па су званичници и широки кругови становништва Словене Македоније сматрали „јужним Србима“, муслимане „исламизираним Србима“, а штокавским језиком део данашњег хрватског становништва. као „Срби католици“. Али, основни интереси српске државне политике били су усмерени на ослобођење османских области Босне и херцеговине и Косова; док би Македонију и Војводину требало „касније ослободити“.
Берлински конгрес 1878. године, који је Босну и херцеговину дао под аустроугарску окупацију и управу, док је номинално отоманска, преусмјерио је амбиције Србије на Македонију и покренута је пропагандна кампања у земљи и иностранству да се докаже српски карактер региона. Велики допринос српској ствари дао је тршћански астроном и историчар Спиридон Гопчевић (познат и као Лео Бренер). Гопчевић је 1889. године објавио етнографско истраживање Македонија и Стара Србија, којим је више од три четвртине македонског становништва дефинисано као српско. Становништво Косова и северне Албаније идентификовано је као Срби или Албанци српског порекла (Албанизовани Срби, звани "Арнаути"), а Грци дуж Алиакмона као Грци српског порекла (хеленизовани Срби).
Гопчевићево дело даље су развила два српска научника, географ Јован Цвијић и лингвиста Александар Белић . Мање екстремни од Гопчевића, Цвијић и Белић су тврдили да су само Словени северне Македоније српски, док су они из јужне Македоније идентификовани као „македонски Словени“, аморфна словенска маса која није била ни бугарска, ни српска, али би могла да испадне или бугарска или српска ако дотични народ је требало да влада регионом.

### Грчка пропаганда
Крајем 19. века установљено је да већину становништва централне и јужне Македоније (вилати Монастира и Солуна) чине претежно грчко становништво, док су северни делови региона (вилает Скопље) претежно словенско. Јеврејске и османске заједнице биле су раштркане свуда. Због такве полиетничке природе Македоније, аргументи које је Грчка користила да промовише своје право на цео регион обично су били историјског и верског карактера. Грци су националност доследно повезивали са оданошћу Цариградској патријаршији. Грци „бугарофони“, „албанофони“ и „влахофони“ су сковани да описују становништво које је говорило словенски, албански или влашки ( арумунски). Такође је постојао притисак на Арумуне да се језички дисимилирају од 18. века, када је напоре дисимилације подстицао грчки мисионар Козма Етолски (1714–1779) који је поучавао да Арумуни треба да говоре грчки јер је, како је рекао, „то је језик наше Цркве “ и основао преко 100 грчких школа у северној и западној Грчкој. Офанзива свештенства против употребе арумунског ни у ком случају није била ограничена на верска питања, већ је била оруђе осмишљено како би се убедили они који не говоре грчки да напусте оно што су сматрали „безвредним“ идиомом и усвоје супериорни грчки говор: „Ето нас браће Мецовци, заједно са онима који се заваравају овим подлим и подлим арумунским језиком… опростите што га називам језиком“, „одвратан говор са одвратном дикцијом“.
Као и код српске и бугарске пропаганде, грчка се у почетку такође концентрисала на образовање. Грчке школе у Македонији на прелазу из 20. века укупно су имале 927 са 1.397 наставника и 57.607 ученика. Од 1890-их, Грчка је такође почела да шаље наоружане герилске групе у Македонију (види још Грчка борба за Македонију), посебно након смрти Павлоса Меласа, који су се борили против одреда Унутрашње македонске револуционарне организације (ИМРО).
Грчка ствар је преовладавала у историјској Македонији где су је подржавали староседеоци Грци и значајан део словенског и арумунског становништва. Подршка Грцима је била много мање изражена у централној Македонији, долазила је само од једног дела локалних Аромуна и Словена; у северним деловима региона готово да га није било.

### Бугарска пропаганда
Бугарска пропаганда се вратила 1890-их у погледу образовања и оружја. На прелазу из 20. века у Македонији је било 785 бугарских школа са 1.250 наставника и 39.892 ученика. Бугарска егзархија је имала јурисдикцију над седам епархија (Скопска, Дебарска, Охридска, Битољска, Неврокопска, Велешка и Струмичка), односно читава Вардарска и Пиринска Македонија и део јужне Македоније. Бугарски македонско-јадрански револуционарни комитет (БМАРЦ), који је основан 1893. као једина герилска организација коју су основали локални становници, брзо је развио широку мрежу комитета и агената који су се у већем делу Македоније претворили у „државу у држави“. Организација је у неколико наврата мењала назив, доселивши се у ИМРО 1920. године. ИМРО се борио не само против отоманских власти, већ и против просрпских и прогрчких партија у Македонији, тероришући становништво које их подржава.
Неуспех Илинденско-Преображенског устанка 1903. означио је друго слабљење бугарске ствари, што је резултирало затварањем школа и новим таласом емиграције у Бугарску. ИМРО је такође ослабљен, а број српских и грчких герилских група у Македонији знатно се повећао. Егзархија је изгубила скопску и дебарску епархију од Српске патријаршије 1902. и 1910. године. Упркос томе, бугарска ствар је задржала своју доминантну позицију у централној и северној Македонији, а била је јака иу јужној Македонији.
Независност Бугарске 1908. године имала је исти ефекат на бугарску идеју у Македонији као независност Грчке од хеленске век раније. Последице су биле затварање школа, протеривање свештеника Бугарске егзархије и емиграција већине младе македонске интелигенције. Ова прва емиграција изазвала је стални доток избеглица и емиграната рођених у Македонији у Бугарску. Њихов број је износио ца. 100.000 до 1912.

### Етничка македонска пропаганда
Етничка македонска идеологија током друге половине 19. века била је на свом почетку. Један од првих сачуваних извештаја је чланак Петка Славејкова „Македонско питање“, објављен 18. јануара 1871. у листу „Македонија“ у Цариграду . У овом чланку Петко Славејков пише: „Много пута смо чули од Македонаца да они нису Бугари, већ су пре Македонци, потомци старих Македонаца“. У писму бугарском егзарху у фебруару 1874. Петко Славејков извештава да је незадовољство садашњом ситуацијом „међу локалним патриотама родило погубну идеју да самостално раде на унапређењу свог локалног дијалекта и шта више, свог, одвојено македонско црквено руководство“.
Георги Пулевски је 1880. објавио у Софији Слогницу Речовску као покушај граматике језика Словена који су живели у Македонији. Иако није имао формално образовање, Пулевски је објавио још неколико књига, укључујући три речника и збирку песама из Македоније, обичаја и празника.
Прва значајна манифестација етничког македонског национализма била је књига Крсте Мисиркова „ За Македонските Работи – О македонским стварима“, Софија, 1903. године. Мисирков се у књизи залагао да Словени Македоније треба да се одвоје од Бугара и бугарског језика. Мисирков је сматрао да термин „Македонац“ треба користити за дефинисање целокупног словенског становништва Македоније, бришући постојећу поделу између Грка, Бугара и Срба. Заговарало се и усвајање посебног „македонског језика“ као средства уједињења етничких Македонаца са српском, бугарском и грчком свешћу. О македонским питањима писано је на јужнословенском дијалекту који се говори у централном Битољу- Прилепу . Овај дијалекат је Мисирков предложио као основу за будући језик, и, како каже Мисирков, дијалект који се највише разликује од свих осталих суседних језика (јер је источни дијалекат био преблизак бугарском, а северни преблизак српском). Мисирков овај језик назива македонским.
Док је Мисирков говорио о македонској свести и македонском језику као будућем циљу, описао је шири регион Македоније почетком 20. века као насељен Бугарима, Грцима, Србима, Турцима, Албанцима, Арумунима и Јеврејима. Што се тиче самих етничких Македонаца, Мисирков је тврдио да су се они називали Бугарима до објављивања књиге и да су их независни посматрачи увек називали Бугарима све до 1878. године када су и српски погледи почели да добијају признање. Мисирков је касније одбацио идеје у О македонским питањима и претворио се у чврстог заговорника бугарске ствари – да би се поново вратио етничкој македонској идеји 1920-их. 
Други истакнути активиста за национални препород етничких Македонаца био је Димитрије Чуповски, који је био један од оснивача и председник Македонског књижевног друштва основаног у Санкт Петербургу 1902. године. У периоду 1913–1918. Чуповски је издавао лист Македонски глас ( Македонски глас ) у којем је са својим колегама из Петербуршке македонске колоније пропагирао постојање посебног македонског народа различитог од Грка, Бугара и Срба, и борили су се за популаризацију идеје за независну македонску државу.
После Другог балканског рата 1913. године, подела Македоније између три ентитета која су учествовала у бици (Србија, Грчка и Бугарска) сврстала је данашњу територију у састав Краљевине Србије . Српска владавина обезбедила је да се од сада забрани сва етничка македонска симболика и идентитет, а локално становништво Македоније смело је да говори само стандардни српски језик. Поред тога, Србија своју јужну земљу није називала Македонијом, што је наслеђе које и данас остаје на месту међу српским националистима (нпр. Српска радикална странка).
Идеје Мисиркова, Пулевског и других етничких Македонаца остаће углавном незапажене све до 1940-их, када их је усвојила Социјалистичка Република Југославија, утичући на кодификацију македонског језика. Тврдње данашњих историчара из Северне Македоније да су "аутономаши" у ИМРО-у који су бранили македонску позицију углавном су неосновани. ИМРО је себе сматрао – и сматрале су га отоманске власти, грчке герилске групе, савремена штампа у Европи, па чак и Мисирков – искључиво бугарском организацијом  . Данашњи историчари из Северне Македоније тврде да је ИМРО био подељен на две фракције: прва је имала за циљ етничку македонску државу, а друга је веровала у Македонију као део ширег бугарског ентитета.

### Ррумунска пропаганда
Покушаји румунског утицаја међу Арумунима и Меглено-Румунима у Македонији почели су почетком 19. века и заснивали се углавном на лингвистичким критеријумима, као и на тврдњи о заједничком трако-римском пореклу Румуна (Дако-Румуна) и Аромуна и Меглено-Румуни. Прва румунска школа у Македонији основана је 1864. године. На крају је укупан број школа нарастао на 93  почетком 20. века. Румунски утицај у овој области донео је успех у Битољу, Крушеву и у арумунским селима у Битољском и Охридском округу. Већина Армуна себе сматра засебном етничком групом, а Румуни такве нације посматрају као подгрупе шире румунске етничке припадности. Међутим, неки Арумуни се идентификују као део румунске нације. Тренутно се међу антирумунским групама Аромуна, посебно у Грчкој, ова дела називају „румунском пропагандом“.

### Независна тачка гледишта
Независни извори у Европи између 1878. и 1918. углавном су гледали на словенско становништво Македоније на два начина: као на Бугаре и као на македонске Словене. Немачки научник Густав Вајганд био је један од најистакнутијих представника првог правца са књигама Етнографија Македоније (1924, написана 1919) и делимично са Арумунима (1905). Аутор је описао све етничке групе које живе у Македонији, емпиријски показао блиску везу између западних бугарских дијалеката и македонских дијалеката и ове друге дефинисао као бугарске. Међународна комисија коју је 1913. године формирала Карнегијева задужбина за међународни мир за испитивање узрока и вођења балканских ратова такође је у свом извештају објављеном 1914. говорила о Словенима Македоније као о Бугарима. Комисија је имала осам чланова из Велике Британије, Француске, Аустроугарске, Немачке, Русије и Сједињених Држава.
Израз „македонски Словени“ научници и публицисти су користили у три општа значења:
- као политички погодан термин да се дефинишу Словени Македоније без вређања српског и бугарског национализма;
- као посебна група Словена различита и од Срба и од Бугара, а ипак ближа Бугарима и која има претежно бугарске етничке и политичке афинитете;
- као посебна група Словена различита и од Срба и од Бугара без развијене националне свести и брзих етничких и политичких афинитета (дефиниција Цвијића).

Пример употребе првог значења термина била је, на пример, етнографска карта словенских народа коју је објавио (1890) руски научник Зарјанко, а која је Словене Македоније идентификовала као Бугаре. Након званичног протеста Србије, мапа је касније поново штампана у којој су идентификовани под политички коректним именом "Македонски Словени".
Појам је у потпуно другачијем смислу употребио британски новинар хенри Браилсфорд у Македонији, њеним расама и њиховој будућности (1906). Књига садржи Браилфордове утиске са петомесечног боравка у Македонији убрзо након гушења Илинденског устанка и представља етнографски извештај. Браилфорд дефинише дијалект Македоније ни као српски, ни као бугарски, али ближи другом. Износи се мишљење да би сваки словенски народ могао „освојити“ Македонију ако употреби потребан такт и средства, али се тврди да су Бугари то већ учинили. Бреилсфорд користи синонимне термине „македонски Словени“ и „Бугари“, „словенски језик“ и „бугарски језик“. Поглавље о Македонцима Словенима/Бугарима носи назив „Бугарски покрет“, активисти ИМРО-а се зову „Македонци Бугарофили“.
Трећа употреба термина се може приметити међу научницима из земаља савезница (пре свега Француске и Уједињеног Краљевства) после 1915. године и приближно је једнака дефиницији коју је дао Цвијић (види горе).

### Развој имена „македонски Словени“
Назив „македонски Словени“ почео је да се појављује у публикацијама крајем 1880-их и почетком 1890-их. Иако су успеси српске пропаганде доказали да словенско становништво Македоније није само бугарско, они ипак нису успели да убеде да је то становништво, у ствари, српско. Ретко коришћен до краја 19. века у поређењу са 'Бугарима', термин 'македонски Словени' је више служио за прикривање него за дефинисање националног карактера становништва Македоније. Научници су му прибегли обично као резултат српског притиска или су га користили као општи назив за Словене који су насељавали Македонију без обзира на њихову етничку припадност. Српски политичар Стојан Новаковић је 1887. године предложио да се македонске идеје супротставе бугарском утицају у Македонији, чиме се промовишу српски интереси у региону.
Међутим, до почетка 20. века континуирани српски пропагандни напори, а посебно Цвијићев рад, успели су да чврсто учврсте концепт македонских Словена у европском јавном мњењу, а назив се користио скоро једнако често као и „Бугари“. Чак су и пробугарски истраживачи као што су х. хенри Браилсфорд и Н. Форбес тврдили да су се македонски Словени разликовали и од Бугара и од Срба. Међутим, практично сви научници пре 1915. године, укључујући и оне изразито просрпске, као што је Роберт Вилијам Ситон-Вотсон, признали су да су афинитети већине њих са бугарском стваром и Бугарима и класификовали их као такве. Чак и 1914. године у извештају Карнегијеве комисије се наводи да су Срби и Грци Словене Македоније сврстали у посебну групу „Словено-Македонаца“ у политичке сврхе и овај термин је „политички еуфемизам осмишљен да прикрије постојање Бугара у Македонији “.
Улазак Бугарске у Први светски рат на страни Централних сила означио је драматичну промену у начину на који је европско јавно мњење гледало на словенско становништво Македоније. За централне силе Словени Македоније су постали ништа друго до Бугари, док су се за савезнике претворили у било шта друго до Бугаре. Коначна победа савезника 1918. године довела је до победе визије словенског становништва Македоније као македонских Словена, аморфне словенске масе без развијене националне свести.
Током 1920-их Коминтерна је развила нову политику за Балкан, о сарадњи између комуниста и македонског покрета и стварању уједињеног македонског покрета. Идеју о новој јединственој организацији подржао је Совјетски Савез, који је видео шансу да искористи овај добро развијен револуционарни покрет за ширење револуције на Балкану и дестабилизацију балканских монархија. У такозваном Мајском манифесту од 6. маја 1924. први пут су представљени циљеви јединственог словенско-македонског ослободилачког покрета: независност и уједињење подељене Македоније, борба против свих суседних балканских монархија, формирање Балканске комунистичке федерације и сарадња са Совјетски Савез .
Касније је Коминтерна објавила резолуцију о признавању македонске националности. Текст овог документа приредио је у периоду од 20. децембра 1933. до 7. јануара 1934. Балкански секретаријат Коминтерне. Прихватио га је Политички секретаријат у Москви 11. јануара 1934, а одобрио Извршни комитет Коминтерне. Резолуција је први пут објављена у априлском броју Македонског дела под насловом „Ситуација у Македонији и задаци ИМРО (Уједињеног) “.

### Одсутна национална свест
Оно што је стајало иза тешкоћа да се правилно дефинише националност словенског становништва Македоније била је привидна лакоћа са којом је ово становништво на њу гледало. Спорно је постојање посебне македонске националне свести пре 1940-их. Ову забуну илуструје Роберт Њумен 1935. године, који приповеда да је у једном селу у Вардарској Македонији открио два брата, један који је себе сматрао Србином, а други Бугарином. У једном другом селу срео је човека који је био „целог живота македонски сељак“, али су га различито звали Турчин, Србин и Бугарин. Међутим, у овом периоду преовладавају антисрпска и пробугарска осећања међу локалним становништвом.
Националност у Македонији почетком 20. века била је ствар политичких убеђења и финансијских користи, шта се сматрало политички коректним у одређено време и која је наоружана герилска група последња посетила дом испитаника. Процес хеленизације крајем 18. и почетком 19. века захватио је само ограничен слој становништва, бугарски препород средином 19. века био је прекратак да би формирао чврсту бугарску свест, финансијске погодности дате од стране српске пропаганде били сувише примамљиви да би их одбили. Није била ретка појава да цела села у року од неколико година прелазе своју националност са грчке на бугарску, а затим на српску или да буду Бугарина у присуству бугарског трговачког агента, а српска у присуству српског конзула. У неколико наврата је пријављено да су сељаци одговорили потврдно на питање да ли су Бугари и поново потврдно на питање да ли су Срби. Иако то свакако не може да важи за целокупно становништво, многе руске и западне дипломате и путници су дефинисали Македонце као људе без „праве“ националне свести.

### Статистички подаци

#### Османска статистика
Основу османских пописа чинио је милет систем . Људи су распоређени у етничке категорије према верској припадности. Дакле, сви сунитски муслимани су категорисани као Турци, сви припадници Грчке православне цркве као Грци, док су остали подељени између бугарске и српске православне цркве. Сви пописи су закључили да је покрајина хришћанска већина, међу којима преовлађују Бугари.
Османски попис становништва у Македонији 1882:
| Религија                | Популација |
| ----------------------- | ---------- |
| 1. муслимани            | 1,083,130  |
| 2. бугарски православци | 704,574    |
| 3. грчки православци    | 534,396    |
| 4. католици             | 2,311      |
| 6. Јевреји и други      | 99,997     |
| Укупно                  | 2,476,141  |

Попис из 1895:
| Религија                | Популација |
| ----------------------- | ---------- |
| 1. муслимани            | 1,137,315  |
| 2. бугарски православци | 692,742    |
| 3. грчки православци    | 603,242    |
| 4. католици             | 3,315      |
| 6. Јевреји и други      | 68,432     |
| Укупно                  | 2,505,503  |

Специјално истраживање хилми-паше 1904. године из три македонска вилајета Селаник, Манастир и Косово (648 хиљада следбеника Васељенске патријаршије и 557 хиљада верника Бугарске егзархије, али додатних 250 хиљада првих) идентификовало је као говорници бугарског. Истраживање се односи и на делове три вилајета који нису део региона Македоније, односно Санџак, Косово, делове источне Албаније и Епир.
| Религија           | Популација |
| ------------------ | ---------- |
| 1. муслимани       | 1,508,507  |
| 2. Бугари          | 896,497    |
| 3. Грци            | 307.000    |
| 4. Власи           | 99.000     |
| 5. Срби            | 100,717    |
| 6. Јевреји и други | 99,997     |
| Укупно             | 2,911,700  |

Попис 1906:
| муслимани            | 1,145,849 |
| бугарски православци | 626,715   |
| грчки православци    | 623,197   |
| Други                | 59,564    |
| Укупно               | 2,445,325 |

#### Статистички подаци ривала
| Име                     | националност | Грци    | Бугари    | Срби      | Напомене                                                 |
| ----------------------- | ------------ | ------- | --------- | --------- | -------------------------------------------------------- |
| 1. Спиридон Гоптчевич   | Србија       | 201,140 | 57,600    | 2,048,320 | Односи се на Македонију и Стару Србију (Косово и Санџак) |
| 2. Цлеантхес Николаидес | Грчка        | 454,700 | 656,300   | 576,600   | ---                                                      |
| 3. Васил Кантхоф        | Бугарска     | 225,152 | 1,184,036 | 700       | ---                                                      |
| 4. М. Бранцоф           | Бугарска     | 190,047 | 1,172,136 | ---       | ---                                                      |

#### Енцицлопедија Британика
Енцицлопӕдиа Британница издање из 1911. дало је следеће статистичке процене о становништву Македоније:
- Словени (описани у енциклопедији као „словенско становништво, чију већину готово сви независни извори сматрају Бугарима“): око 1.150.000, од чега 1.000.000 православних и 150.000 муслимана (званих Помаци)
- Турци: ца. 500.000 (муслимани)
- Грци: ца. 250.000, од чега ца. 240.000 православаца и 14.000 муслимана
- Албанци: ца. 120.000, од чега 10.000 православаца и 110.000 муслимана
- Власи: ца. 90.000 православаца и 3.000 муслимана
- Јевреји: ца. 75.000
- Рома: ца. 50.000, од чега 35.000 православаца и 15.000 муслимана

Укупно 1.300.000 хришћана (скоро искључиво православних), 800.000 муслимана, 75.000 Јевреја, укупно око 100.000 становника. 2.200.000 за целу Македонију.
Треба имати у виду да је део становништва који је говорио словенским језиком у јужној Македонији себе сматрао етнички Грком, а мањи проценат, углавном у северној Македонији, Србима. Сви муслимани (осим Албанаца) су себе сматрали Турцима, без обзира на матерњи језик.
После велике размене становништва 1920-их, 380.000 Турака је напустило Грчку, а 538.253 Грка је дошло у Македонију из Мале Азије. Након потписивања уговора у Неуилли-сур-Сеине 1919. године, Грчка и Бугарска су се договориле о размени становништва о преосталој бугарској мањини у Македонији. Исте године у Бугарску и Србију отишло је око 66.000 Бугара и других Словена, док је из Бугарске у Грчку ушло 58.709 Грка.

#### Статистички подаци Грчке Македоније
Према А. Ангелопоулосу, објављеном у журналу Journal of Balkan Studies, национална структура Грчке Македоније 1913. године била је 44,2% Грка, 38,9% Муслимана, 8,7% Бугара и 8,2% осталих. Према Карнегијевом истраживању заснованом на етнографској карти Јужне Македоније, која представља етничку дистрибуцију уочи Балканског рата 1912. године, коју је 1913. објавио г. Ј. Иванов, предавач на Универзитету у Софији. Укупан број припадника различитих националности на територији мало већој од дела у истом региону који су Турци уступили Грцима био је 1.042.029 становника, од којих 329.371 Бугара, 314.854 Турака, 236.755 Грка, 68.2046, Јевреја, 68.2046,52,320. Цигани, 15.108 Албанаца, 8.019 Разно.
Према Лиги народа и на попису из 1928. године становништво се састојало од 1.341.00 Грка (88,8%), 77.000 Бугара (5%), 2.000 Турака и 91.000 других, али према грчким архивским изворима укупан број говорника словенског био је 200.000.

## 20. век
Балкански ратови (1912–1913) и Први светски рат (1914–1918) оставили су регион Македоније подељеном између Грчке, Србије, Бугарске и Албаније и довели до значајних промена у његовом етничком саставу. 51% територије региона припало је Грчкој, 38% Србији и 10% Бугарској. Најмање неколико стотина хиљада напустило је своје домове, док су остали такође били подвргнути асимилацији јер су сви „ослободиоци“ после Балканског рата желели да асимилују што већи број становника и колонизују се са досељеницима из свог народа. Грци постају највећа популација у региону. Некада водеће муслиманске и бугарске заједнице смањене су или депортацијом (размјеном становништва) или промјеном идентитета.

### Грчка
Словенско становништво је посматрано као славенофони Грци и припремано за преваспитавање на грчком. Сви остаци бугарске и словенске Македоније у Грчкој су елиминисани из балканских ратова, који се настављају до данас. Грци су презирали Бугаре (Словене Македоније), сматрајући их мање од људских „медведа, практиковајући систематске и нехумане методе истребљења и асимилације. Забрањена је употреба бугарског језика, због чега је полицијски прогон достигао врхунац, док је за време режима Метаксаса покренута енергична кампања асимилације. Цивили су прогањани само зато што су се изјашњавали као Бугари уз пароле „Ако хоћеш да будеш слободан, буди Грк“ „Одсечемо ти језике да те научимо да говориш грчки“. „постати поново Грци, што је услов за миран живот.“ Јесте ли ви хришћани или Бугари?" „Глас Александра Великог вас дозива из гроба; зар га не чујете? Спавајте и називајте се Бугарима!" „Јеси ли рођен у Софији, у Македонији нема Бугара; цело становништво је Грко. „Онај ко оде да живи у Бугарској“, гласио је одговор на протесте, „је Бугарин. Нема више Бугара у Грчкој Македонији.“ Преостали Бугари угрожени силом натерани су да постану Грци и да потпишу декларацију у којој се наводи да су Грци од давнина, али су под утицајем комита постали Бугари тек пре петнаестак година, али ипак није било праве промене у свести.  У многим селима људи су затварани, а затим пуштени након што су се прогласили Грцима. Сматрало се да је словенски дијалекат најниже интелигенције уз претпоставку да се „састоји“ од само хиљаду речи речника. Постоје званични записи који показују да су деца која су исповедала бугарски идентитет такође била убијена зато што су одбила да исповедају грчки идентитет.
Након Букурештанског споразума, око 51% модерног региона који је био познат као Македонија освојила је грчка држава (позната и као Егејска или Грчка Македонија). Ово је био једини део Македоније за који је Грчка била директно заинтересована. Грци су ову земљу сматрали јединим правим регионом Македоније јер је географски одговарала древној Македонији и садржавала етнички грчку већину становништва. Бугарске и друге негрчке школе у јужној (грчкој) Македонији су затворене, а бугарски учитељи и свештеници су депортовани још у Првом балканском рату истовремено са депортацијом Грка из Бугарске. Највећи део словенског становништва југоисточне Македоније побегао је у Бугарску током Другог балканског рата или је тамо пресељен 1920-их на основу споразума о размени становништва. Словенска мањина у Грчкој Македонији, коју су грчке власти називале „Славомакедонцима”, „Славофоним Грцима” и „Бугарима”, била је подвргнута постепеној асимилацији од стране грчке већине. Њихов број је смањен великом емиграцијом у Северну Америку 1920-их и 1930-их и у Источну Европу и Југославију након Грчког грађанског рата (1944–1949). У исто време један број македонских Грка из Монастирија (данашњи Битољ) ушао је у Грчку.
Обавезна размена становништва из 1923. између Грчке и Турске довела је до радикалне промене у етничком саставу Грчке Македоније. Око 380.000 Турака и других муслимана напустило је регион и заменило их је 538.253 Грка из Мале Азије и Источне Тракије, укључујући понтске Грке из североисточне Анадолије и кавкаске Грке са јужног Кавказа.
Грчка је нападнута и окупирана од стране нацистичких сила Осовине током Другог светског рата. Почетком 1941. цела Грчка је била под тројном немачком, италијанском и бугарском окупацијом. Бугарима је било дозвољено да заузму западну Тракију и делове грчке Македоније, где су прогонили и чинили масакре и друга зверства над грчким становништвом. Некада успешну јеврејску заједницу у Солуну десетковали су нацисти, који су депортовали 60.000 градских Јевреја у немачке логоре смрти у Немачкој и Пољској под немачком окупацијом. Велика јеврејска популација у бугарској окупираној зони била је депортована од стране бугарске војске и имала је једнаку стопу смртности као и немачка зона.
Бугарска војска је заузела целу источну Македонију и западну Тракију, где је од једног дела словенског језика дочекана као ослободилац. За разлику од Немачке и Италије, Бугарска је званично анектирала окупиране територије, које су дуго биле мета бугарског иридентизма. Покренута је масовна кампања „ бугаризације “, у којој су сви грчки званичници депортовани. Овај поход је био успешан посебно у источној, а касније и у централној Македонији, када су Бугари ушли у то подручје 1943. године. Сви словенски говорници су тамо сматрани Бугарима. Међутим, то није било тако ефикасно у западној Македонији коју су окупирали Немачки. Забрањена је употреба грчког језика, називи градова и места су промењени у облике традиционалне у бугарском.
Осим тога, бугарска влада је покушала да промени етнички састав региона, експропријацијом земљишта и кућа од Грка у корист бугарских досељеника. Исте године немачка Врховна команда одобрила је оснивање бугарског војног клуба у Солуну. Бугари су организовали снабдевање храном и намирницама за словенско становништво у средњој и западној Македонији, са циљем да придобију локално становништво које се налазило у зони немачке и италијанске окупације. Бугарски клубови су убрзо почели да добијају подршку међу деловима становништва. Многи политички затвореници комунисти ослобођени су уз посредовање Бугарског клуба у Солуну, који је заступао немачке окупационе власти. Сви су се изјашњавали о бугарској националности. Бугарски клуб је 1942. године затражио помоћ од Врховне команде у организовању оружаних јединица међу словенским говорним становништвом у северној Грчкој. У ту сврху, бугарска војска је, уз одобрење немачких снага на Балкану, послала шачицу официра бугарске војске у зоне које су окупирале италијанске и немачке трупе да се придруже немачким окупаторским снагама као „официри за везу „. Сви бугарски официри који су доведени у службу били су локално рођени Македонци који су емигрирали у Бугарску са својим породицама током 1920-их и 1930-их у оквиру грчко-бугарског уговора из Неуиллиа према којем је 90.000 Бугара мигрирало у Бугарску из Грчке.
Уз помоћ бугарских официра организовано је неколико пробугарских и антигрчких оружаних одреда ( Охрана ) у округу Касторија, Флорина и Едеса окупиране Грчке Македоније 1943. године. Њих су водили бугарски официри пореклом из Грчке Македоније; Андон Калчев и Георги Димчев. Охрана (што значи Одбрана) је била аутономистичка пробугарска организација која се борила за уједињење са Великом Бугарском . Ухрану је подржао и лидер ИМРО-а Иван Михајлов . Било је очигледно да је Михаилов имао шире планове који су предвиђали стварање македонске државе под немачком контролом. Такође се очекивало да ће добровољци ИМРО-а чинити језгро оружаних снага будуће Независне Македоније поред пружања администрације и образовања у областима Флорина, Касториа и Едеса. У лето 1944. Охрана је чинила око 12.000 бораца и добровољаца из Бугарске задужених за заштиту локалног становништва. Током 1944. читава славенофона села су наоружала окупационе власти и развила се у најстрашнијег непријатеља Грчке народноослободилачке армије (ЕЛАС). Охрана је распуштена крајем 1944. након повлачења Немаца и Бугара из Грчке, а партизански покрет Јосипа Броза Тита једва да је скривао намеру да се шири. После Другог светског рата, многи бивши „охранисти“ осуђени су за војне злочине као колаборационисти. Од тог периода, након преласка Бугарске на комунизам, неки говорници словенског језика у Грчкој који су себе називали „Бугарима“ су све више почели да се идентификују као „Македонци“.
Након пораза сила Осовине и евакуације нацистичких окупационих снага, многи припадници Охрана придружили су се СНОФ-у где су још увек могли да следе свој циљ сецесије. Напредовање Црвене армије у Бугарску у септембру 1944. године, повлачење немачких оружаних снага из Грчке у октобру, значило је да се бугарска армија мора повући из грчке Македоније и Тракије. Тамо је емигрирао велики део Бугара и оних који говоре словенски језик. Године 1944. грчке власти су процениле да је декларација бугарске националности, на основу месечних извештаја, достигла 16.000 у областима грчке Македоније под немачком окупацијом, али према британским изворима, декларације о бугарској националности широм Западне Македонија је достигла 23.000.
До 1945. Други светски рат је завршен и Грчка је била у отвореном грађанском рату. Процењује се да је после завршетка Другог светског рата преко 40.000 људи избегло из Грчке у Југославију и Бугарску. Сарадња сељака са Немцима, Италијанима, Бугарима или Грчком народноослободилачком војском (ЕЛАС) донекле је била одређена геополитичким положајем сваког села. У зависности од тога да ли је њихово село било подложно нападима грчких комунистичких герилаца или окупационих снага, сељаци би се определили да подрже страну у односу на коју су били најрањивији. У оба случаја настојало се да се раније прогањаној словенској мањини обећа „слобода“ (аутономија или независност) као средство за добијање њене подршке.
Народноослободилачки фронт (НОФ) су организовале политичке и војне групе словенске мањине у Грчкој, активне од 1945. до 1949. године. Међувојничко време је било време када је део њих дошао до закључка да су Македонци. Непријатељство Грка према словенској мањини изазвало је тензије које су прерасле у сепаратизам. Након признавања македонске националности од стране Коминтерне 1934. године, грчки комунисти су признали и македонски национални идентитет. Убрзо након што су створене прве „слободне територије“, одлучено је да се школе етничких Македонаца отворе у области под контролом ДСЕ. Објављиване су књиге писане на етничком македонском језику, а радила су позоришта и културне организације етничких Македонаца. У оквиру НОФ-а формиране су и женска организација Антифашистички фронт жена (АФЖ) и омладинска организација Народноослободилачки фронт омладине (ОНОМ).
Стварање културних институција етничких Македонаца на територији коју држи Демократска армија Грчке (ДСЕ), новине и књиге које је издавао НОФ, јавни говори и отворене школе, помогло је консолидацији свести и идентитета етничких Македонаца међу становништвом. Према информацијама које је објавио Паскал Митровски на И пленуму НОФ-а у августу 1948. – око 85% словенског становништва у Грчкој Македонији има етнички македонски самоидентитет. Језик за који се мислило у школама био је службени језик Социјалистичке Републике Македоније . Око 20.000 младих етничких Македонаца научило је да чита и пише на том језику и научило своју историју.
Од 1946. до краја грађанског рата 1949. године, НОФ је био лојалан Грчкој и борио се за минимална људска права унутар граница једне грчке републике. Али да би се више етничких Македонаца мобилисало у ДСЕ, 31. јануара 1949. на 5. састанку Централног комитета ККЕ проглашено је да ће када ДСЕ преузме власт у Грчкој постојати независна македонска држава, уједињена у својим географским границама. Ова нова линија ККЕ утицала је на стопу мобилизације етничких Македонаца (која је и раније била знатно висока), али није успела, на крају, да промени ток рата.
Владине снаге су уништиле свако село које им је било на путу, а цивилно становништво протерале. Одлазећи као резултат силе или својом вољом (како би избегли угњетавање и одмазду), 50.000 људи је напустило Грчку заједно са снагама ДСЕ у повлачењу. Сви су послати у земље источног блока. Тек седамдесетих година 20. века некима од њих је дозвољено да дођу у Социјалистичку Републику Македонију. Осамдесетих година 20. века, грчки парламент је усвојио закон о националном помирењу који је омогућио члановима ДСЕ "грчког порекла" да се врате у Грчку, где им је дата земља. Етнички Македонац ДСЕ се сећа да је остао искључен из услова овог закона.
Дана 20. августа 2003. Дуга Партија је била домаћин пријема за „децу избеглице“, етничку македонску децу која су побегла из својих домова током Грчког грађанског рата и којима је било дозвољено да уђу у Грчку на највише 20 дана. Сада већ старији, ово је био први пут да многи од њих виде своја родна места и породице у неких 55 година. На пријему су учествовали рођаци избеглица који живе у Грчкој и који су чланови Дуге партије. Међутим, грчке граничне власти су многима одбиле улазак јер су у њиховим пасошима била наведена бивша имена места рођења.
Садашњи број "славофона" у Грчкој био је предмет многих спекулација са различитим бројевима. Како Грчка не одржава попис становништва на основу самоопредељења и матерњег језика, званични подаци нису доступни. Треба напоменути, међутим, да званична македонска словенска партија у Грчкој добија у просеку само 1000 гласова. За више информација о региону и његовом становништву погледајте Словенски говорници грчке Македоније .

### Југославија
После Балканских ратова (1912–1913) Словени у Македонији су сматрани јужним Србима, а језик којим су говорили јужносрпски дијалект. Упркос њиховим покушајима насилне асимилације, српских колониста у Вардарској Македонији је до 1942. године било свега 100.000, тако да није било те колонизације и протеривања као у Грчкој Македонији. Етничко чишћење је било мало вероватно у Србији, Бугарима је давано да потпишу декларацију да су Срби од давнина, они који су одбијали да потпишу су се суочили са асимилацијом кроз терор, док су муслимани били суочени са сличном дискриминацијом. Међутим, 1913. године су избиле бугарске побуне у Тиквешу, Неготину, Кавадарцима, Варташу, Охриду, Дебру и Струги, а више од 260 села је спаљено. Документовано је да су српски званичници тада жива закопали три бугарска цивила из Пехчева. Бугари су били принуђени да потпишу петицију „Изјасни се као Србин или умри“. У Македонији је распоређено 90.000 српских војника да обуздају отпор србизацији, српски колонисти су безуспешно подстицани да се усељавају паролом „за добро Срба“, али Албанци и Турци да емигрирају. У наредним вековима, осећај посебне македонске нације појавио се делом као резултат отпора ИМРО-а, упркос томе што је био подељен на једно македонско и једно пробугарско крило. 1918. у српској Македонији забрањена је употреба бугарског и македонског језика.
Бугарске, грчке и румунске школе су затворене, бугарски свештеници и сви несрпски учитељи протерани. Завршетак бугарских презимена '-ов/-ев' замењен је типичним српским завршетком '-ић', а становништво које се сматрало бугарским је било жестоко прогањано. Политика србизације 1920-их и 1930-их била је у сукобу са народним пробугарским расположењем које су подстицали одреди ИМРО који су се инфилтрирали из Бугарске, док су локални комунисти фаворизовали пут самоопредељења који је предложила Комунистичка партија Југославије у Мајском манифесту 1924. године.
Године 1925, Д. Ј. Футман, британски вицеконзул у Скопљу, обратио се Форин офису у опширном извештају. Он је написао да су „већина становника јужне Србије православни Македонци, етнолошки више сродни Бугарима него Србима“. Он је признао да су Македонци били боље расположени према Бугарској јер је бугарски образовни систем у Македонији у време Турака био раширен и ефикасан; и зато што су Македонци у то време сматрали бугарску културу и престиж вишим од оних њених суседа. Штавише, велики број Македонаца школованих у бугарским школама потражио је уточиште у Бугарској пре и посебно после подела 1913. године. „Стога сада у Бугарској постоји велики македонски елемент, који је и даље заступљен у свим државним одељењима и заузима високе положаје у војсци и државној служби…" Он је овај елемент окарактерисао као „србофоб, [он] углавном жели инкорпорацију Македоније у Бугарску, и генерално подржава ИМРО“. Међутим, он је указао и на постојање тенденције да се тражи независна Македонија са Солуном као престоницом. „Овај покрет је имао присталице и међу македонском колонијом у Бугарској.
Бугарске трупе су дочекане као ослободиоци 1941. године, али су грешке бугарске администрације учиниле да све већи број људи негодује због њиховог присуства до 1944. године. Такође треба напоменути да је бугарска војска приликом анексије региона, делимично регрутована из локалног становништва, које је чинило чак 40%-60% војника у појединим батаљонима. Неки новији подаци најављују да је чак и НОБ Македоније личио на етнополитички мотивисан грађански рат. После рата регион је добио статус конститутивне републике у оквиру Југославије, а 1945. године је кодификован посебан, македонски језик . Становништво је проглашено македонским, националности различите и од Срба и од Бугара. Одлука је била политички мотивисана и имала је за циљ слабљење позиције Србије у Југославији и Бугарске у односу на Југославију. Презимена су поново промењена да би укључила завршетак '-ски', што је требало да нагласи јединствену природу етничког македонског становништва.
Од почетка нове Социјалистичке Федеративне Републике Југославије (СФРЈ) појавиле су се оптужбе да су нове власти у Македонији умешане у освету људима који нису подржавали формирање нове југословенске републике Македоније. Број мртвих "контрареволуционара" услед организованих убистава, међутим, није јасан. Осим тога, средином 40-их година 20. века многи људи су прошли кроз радни логор Голи оток . Ово поглавље партизанске историје било је табу тема за разговор у СФРЈ све до касних 1980-их, а као резултат тога, деценијама званичног ћутања настала је реакција у виду бројних манипулација подацима у сврхе националистичке комунистичке пропаганде.
У време хрватске владајуће класе Југославије, Вардарска бановина је претворена у аутономну Македонију са већином становништва која се на попису изјашњавала као етнички Македонци, а као службени македонски језик, признат као различит од српско-хрватског . Главни град се налазио у региону на којем се говори торлакански . Настављен је прогон бугарског идентитета од стране државе, уз пропаганду.
Након стварања Републике Македоније, Президијум АСНОМ-а, који је био највиши политички орган у Македонији, дао је неколико изјава и акција које су де фацто бојкотовали одлуке АВНОЈ-а . Уместо да се повинује наређењу Титовог Главног штаба да главне снаге НОВ Македоније пошаљу да учествују у борбама у сремском крају за коначно ослобођење Југославије, кадар близак председнику Методију Андонову – Ченту озбиљно је размишљао да ли је боље да нареди припрему за напредовање 100.000 наоружаних људи под његовом командом према северној Грчкој како би се „ујединио македонски народ“ у једну земљу. Официри лојални Чентовим идејама дигли су побуну у гарнизону стационираном на скопској тврђави, али је побуна угушена оружаном интервенцијом. Десетак полицајаца је стрељано на месту, други осуђени на доживотну робију. Такође, Ченто и његови блиски сарадници покушавали су да што више минимизирају везе са Југославијом и стално су помињали уједињење македонског народа у једну државу, што је било противно одлукама АВНОЈ-а. Ченто је чак говорио о могућности стварања независне Македоније коју подржавају САД. Југословенска тајна полиција је предузела одлучну акцију и успела да ухапси Методија Андонова - Чентоа и његове најближе људе и спречи његову политику. Чентово место заузео је Лазар Колишевски, који је у потпуности почео да спроводи пројугословенску линију.
Касније су власти организовале честе чистке и суђења македонском народу оптуженом за аутономашку девијацију. Многи од бивших владиних функционера ИМРО (Уједињених) су очишћени са својих позиција, а затим изоловани, ухапшени, затворени или погубљени по разним (у многим случајевима измишљеним) оптужбама укључујући: пробугарске наклоности, захтеве за већом или потпуном независношћу Југословенске Македоније, формирање конспиративних политичких група или организација, захтеви за већом демократијом, итд. Људи као што су Панко Брашнаров, Павел Шатев, Димитар Влахов и Венко Марковски брзо су избачени из нове владе, а неки од њих су убијени. С друге стране, бивши припадници ИМРО-а, следбеници Ивана Михаилова, такође су били прогањани од стране власти под контролом Београда због оптужби за сарадњу са бугарском окупацијом. Присталице Методија Шаторова у Вардарској Македонији, звани Шарлисти, систематски су истребљени од стране Комунистичке партије Југославије (ККП) у јесен 1944. године и репресивни због својих антијугословенских и пробугарских политичких позиција.
Подстицање и еволуција културе Републике Македоније имало је далеко већи и трајнији утицај на македонски национализам него било који други аспект југословенске политике. Док је у Републици Македонији подстицан развој националне музике, филма и графике, највећи културни ефекат је произашао из кодификације македонског језика и књижевности, новог македонског националног тумачења историје и успостављања македонске православне Црква 1967. Централног комитета Комунистичке партије Македоније.

### Бугарска
Бугарско становништво у Пиринској Македонији остало је бугарско после 1913. године. „Македонско питање“ је постало посебно истакнуто после балканских ратова 1912–1913, услед повлачења Османског царства и поделе региона Македоније између Грчке, Бугарске и Србије. Словени у Македонији углавном су били хришћански сељаци, али је већина њих била под утицајем Бугарске егзархије и њеног образовног система, па су се сматрали Бугарима. Штавише, Бугари у Бугарској су веровали да већину становништва Македоније чине Бугари. Пре Балканских ратова регионални македонски дијалекти су третирани као бугарски, а школски систем Егзархата је учио мештане на бугарском језику. После балканских ратова активност Бугарске егзархије у већем делу региона је прекинута. После Првог светског рата, територија данашње Северне Македоније дошла је под директну власт Краљевине Југославије и понекад се називала „Јужна Србија“. Заједно са делом данашње Србије, званично је припадао новоформираној Вардарској бановини. Интензиван програм србизације спроведен је током 1920-их и 1930-их када је Београд наметнуо процес српске културне асимилације у региону. Између два светска рата у Вардарској бановини регионални македонски дијалекти су проглашени српским, а српски језик је уведен у школе и администрацију као службени језик. Спровођена је владина политика атентата и асимилације. Српска управа у Вардарској бановини осећала се несигурно и то је изазвало њене бруталне репресалије над тамошњим сељачким становништвом. Грчка је, као и све друге балканске државе, усвојила рестриктивну политику према својим мањинама, односно према свом словенском становништву у својим северним регионима, због својих искустава са бугарским ратовима, укључујући Други балкански рат, и бугарске склоности делова њене словенске мањине .
ИМРО је била „држава у држави“ у региону 1920-их, користећи га за нападе у српским и грчким деловима Македоније. У то време ИМРО је постао десничарска бугарска ултранационалистичка организација. Према статистици ИМРО-а током 1920-их година у региону југословенске (вардарске) Македоније деловале су 53 чете (оружане чете), од којих је 36 продрло из Бугарске, 12 локалних и 5 ушло из Албаније. У области грчке (егејске) Македоније деловале су 24 чете и 10 локалних извиђачких одреда. хиљаде мештана славенофоних Македонаца репресивне су од стране југословенских и грчких власти због сумње у контакте са револуционарним покретом. Становништво у Пиринској Македонији било је организовано у масовни народни домобран. Ова милиција је била једина снага која је пружила отпор грчкој војсци када је генерал Пангалос покренуо војну кампању против Петричког округа 1925. године, спекулативно названу Рат пса луталице. Константна братоубилачка убиства и атентати ИМРО-а у иностранству испровоцирали су неке у бугарској војсци након пуча од 19. маја 1934. да преузму контролу и сломе моћ организације. У међувремену, левичари су касније ипак формирали нову организацију засновану на принципима независности и уједињења подељене Македоније. Нова организација која је била противник ИМРО Ивана Михаилова звала се ИМРО (Уједињена) . Основан је 1925. године у Бечу. Међутим, није имала стварну подршку народа и остала је активна све до 1936. године, а финансирала је и била блиско повезана са Коминтерном и Балканском комунистичком федерацијом. Коминтерна је 1934. године усвојила резолуцију о признању македонске нације и потврдила пројекат Балканске комунистичке федерације о стварању Балканске Федеративне Републике, укључујући и Македонију.
Избијање Другог светског рата 1. септембра 1939. године инспирисало је целу македонску заједницу, а пре свега избеглице из окупираних крајева, да траже начине за ослобођење Македоније. Почетком 1941. британски вицеконзул у Скопљу пружио је Форин офису још опширнију и проницљивију анализу садашњег стања македонског питања. Тврдио је да велика већина Македонаца припада националном покрету; заиста, он је проценио „да су 90 посто свих словенских Македонаца били аутономаши у овом или оном смислу…" Пошто је покрет био умотан у тајну, међутим, било је изузетно тешко проценити релативну снагу његових различитих струја, осим што се могло претпоставити да је ИМРО изгубио тло под ногама пошто је забрањен у Бугарској, а његове вође прогнане.
Између 6. априла 1941. и 17. априла 1941. године, снаге Осовине су извршиле инвазију на Краљевину Југославију. Победа Осовине је била брза, пошто се Југославија предала у року од 11 дана. Македонски лист "Македонска трибуна", орган Македонске патриотске организације, који издају македонски имигранти у САД и Канади, хвалио је немачку победу у инвазији и паду Краљевине Југославије. На почетку инвазије на Југославију 8. априла 1941. године у Скопљу је одржан скуп на коме су учествовали углавном следбеници идеје за ослобођење кроз независност или аутономију Македоније. Било је активиста ИМРО-а, као и југословенских комуниста – бивших чланова ИМРО-а (Уједињених), следбеника идеје о стварању пробугарске македонске државе под |немачком и италијанском заштитом. На овом састанку требало је да се одлучи о деловању ка независности Македоније, али се ситуација динамично променила. Локално становништво Северне Македоније са радошћу је дочекало пораз Краљевине Југославије. То је видело крај српске владавине и није било изненађујуће што војници из Вардарске Македоније, у великом броју мобилисани у Југословенску војску, одбијају да се боре. Српска управа је у већини места побегла плашећи се не толико Немаца или Бугара, већ освете локалног становништва.
Иако се бугарска влада званично придружила силама Осовине, задржала је курс војне пасивности током почетних фаза инвазије на Југославију и битке за Грчку . Немачке, италијанске и мађарске трупе разбили су супротстављене снаге Југославије и Грчке, али су 6. априла 1941. југословенски авиони бомбардовали бугарски град Ћустендил, где је погинуло 67 људи, а 90 рањено и предграђе Софије где је убијено 8 људи. Југословенска влада се предала 17. априла. Грчка влада је требало да издржи до 30. априла. Бугарска влада је 18. априла 1941 . године примила телеграм од Јоахима фон Рибентропа у којем је прецизирао регионе које ће заузети јединице бугарске војске . У Грчкој, јединице су требале да заузму Тракију, као и Македонију између река Стримон и Нестос. У Југославији је требало да Бугари заузму простор од реке Вардар и Поморавље до линије Пирот – Врање – Скопље. Рибентропов телеграм је рекао да је линија привремена, односно да се може померити и западно од реке Вардар.
Покрет бугарске војске у Југославији почео је 19. априла, а у Грчкој 20. априла. Истакнута снага која је заузела већи део Вардарске Македоније била је бугарска 5. армија. 6. и 7. пешадијска дивизија биле су активне у продору на Вардарску бановину од 19. до 24. априла 1941. године. Бугарске трупе су углавном биле присутне у западном делу Вардарске Македоније, близу италијанске окупационе зоне, због неких пограничних сукоба са Италијанима, који су спроводили албанске интересе и терорисали локалне сељаке. Тако је највећи део Вардарске бановине, (укључујући Вардарску Македонију), припојен Бугарској и заједно са разним другим регионима постао је Велика Бугарска. Најзападније делове Вардарске Македоније окупирала је фашистичка Краљевина Италија . Уласком бугарске војске у Вардарску Македонију 19. априла 1941. године, локално становништво је дочекало као ослободиоце, јер је то значило крај српске власти. Бивши чланови ИМРО и ИМРО (Уједињене) били су активни у организовању бугарских акционих комитета  задужених за преузимање локалних власти. Бугарски акциони одбори пропагирали су проглас Бугарима у Северној Македонији поводом инвазије бугарске војске на Вардарску бановину. Што се тиче српских колониста, чланови предизборних одбора били су непоколебљиви – они су морали бити што пре депортовани, а њихова имања враћена мештанима. Доласком бугарске војске дошло је до масовног протеривања Срба са подручја Вардарске Македоније. Прво су 1941. депортовани становници града, затим сви осумњичени просрпски оријентисани. Методи Шатаров-Шарло, који је био локални лидер Комунистичке партије Југославије, такође је одбио да дефинише бугарске снаге као окупаторе (супротно упутствима из Београда) и позвао је на инкорпорацију локалних македонских комунистичких организација у Бугарску комунистичку партију (БКП). ). Македонски регионални комитет је одбио да остане у контакту са Комунистичком партијом Југославије (КПЈ) и повезао се са БКП чим је почела инвазија на Југославију. КПЈ је формално одлучила да подигне оружани устанак 4. јула 1941, али је Шарло одбио да подели проглас позива на војну акцију против Бугара. Више од 12.000 југословенских македонских ратних заробљеника (заробљеника) који су били регрутовани у Југословенску војску ослободиле су немачка, италијанска и мађарска војска. Као ослобођење су то дочекали и словенски говорници у делу грчке Македоније који је окупирала бугарска војска.
Пре немачке инвазије на Совјетски Савез у Вардарској бановини није било отпора . На почетку Другог светског рата, Коминтерна је подржавала политику неинтервенције, тврдећи да је рат био империјалистички рат између различитих националних владајућих класа, али када је сам Совјетски Савез нападнут 22. јуна 1941, Коминтерна је променила свој став. Немачки напад на Совјетски Савез изазвао је бес комуниста у Бугарској. Истог дана БКП је међу народом раширио брошуру у којој је позивао „Свим средствима ометати коришћење бугарске земље и војника у злочиначке сврхе немачког фашизма“. Два дана касније, 24. јуна, БКП је позвала на оружани отпор Вермахту и влади Богдана Филова. Након тога, и када је Југославију већ неколико месеци анектирала сила Осовине, македонски комунистички партизани, међу којима су били Македонци, Арумуни, Срби, Албанци, Јевреји и Бугари, почели су да организују свој отпор. Основан је Први скопски партизански одред који је 8. септембра 1941. године у Богомили, код Скопља, нападнут од стране војника Осовине. Симболични почетак отпора сматра се побуна Прилепског партизанског одреда 11. октобра 1941. године. Наоружани побуњеници из Прилепског партизанског одреда напали су окупиране зоне Осовине у граду Прилепу, посебно полицијску станицу, убивши једног бугарског полицајца локалног порекла, што је довело до напада у Крушеву и стварања мањих побуњеничких одреда у другим регионима Северне Македоније. Партизански одреди формирани су и у Грчкој Македонији и данашњој Бугарској Македонији под вођством Комунистичке партије Грчке и Бугарске комунистичке партије.
Априла 1942. године у Немачкој је објављена карта под називом „Подунавље“, где су такозване „нове припојене територије“ Бугарске у Вардару и грчкој Македонији и Западној Тракији описане као „територије под привременом бугарском управом“. Ово је био неуспех за званичну пропаганду Софије, која је тврдила да је довршила национално уједињење Бугара и показала унутрашњу противречност између Италије, Бугарске и Немачке. У току рата стално су се формирале нове антифашистичке партизанске јединице и 1942. године у Вардарској Македонији је деловало укупно девет малих партизанских одреда који су задржали контролу над планинским територијама око Прилепа, Скопља, Крушева и Велеса . Сукоб југословенских и бугарских комуниста око поседа над Северном Македонијом није окончан. Док су бугарски комунисти избегавали да организују масовни оружани устанак против бугарских власти, југословенски комунисти су инсистирали да се ослобођење не може постићи без оружане побуне. Уз помоћ Коминтерне и самог Јосифа Стаљина донета је одлука и македонски комунисти су прикључени КПЈ. Због неспремности локалних комуниста за искрену борбу против бугарске војске, Врховни штаб КПЈ је предузео мере за јачање кампање.
Иначе, политика минималног отпора се мења према 1943. доласком Црногорца Светозара Вукмановића-Темпа, који почиње да организује енергичну борбу против бугарских окупатора. Темпо је био у Врховном штабу КПЈ и постао лични представник Јосипа Броза Тита у Вардарској бановини.
У међувремену, бугарска влада је била одговорна за хватање и депортацију преко 7.000 Јевреја у Скопљу и Битољу. Одбила је да депортује Јевреје из уже Бугарске, али су касније под немачким притиском депортовани они Јевреји са нових анексираних територија, без бугарског држављанства, као што су ови из Вардарске Македоније и Западне Тракије. Бугарске власти су створиле посебне снаге Жандармерије које су добиле готово неограничену моћ да гоне комунистичке партизане на целој територији краљевине. Жандарми су постали озлоглашени по зверствима над заробљеним партизанима и њиховим присталицама. Оштра владавина окупаторских снага и низ савезничких победа указивали су на то да би Осовина могла изгубити рат и то је охрабрило већи број Македонаца да подрже комунистички партизански покрет отпора Јосипа Броза Тита.
Многи бивши чланови ИМРО-а помагали су бугарским властима у борби против Темпових партизана. Уз помоћ бугарске владе и бивших чланова ИМРО-а, у окупираној грчкој Македонији 1943. организовано је неколико пробугарских и антигрчких одреда – Ухрана. Предводили су их бугарски официри пореклом из Грчке Македоније и служили су за заштиту локалног становништва у зони под немачком и италијанском контролом. После капитулације фашистичке Италије септембра 1943. италијанску зону у Македонији заузели су Немци. Ухрану је подржавао Иван Михаилов. Било је очигледно да је Михаилов имао шире планове који су предвиђали стварање македонске државе под немачком контролом. Био је следбеник идеје о уједињеној македонској држави са преовлађујућим бугарским елементом. Такође се очекивало да ће добровољци ИМРО-а чинити језгро оружаних снага будуће Независне Македоније, поред пружања администрације и образовања у областима Флорина, Касторија и Едеса.
Тада су у покрету отпора у Вардарској Македонији биле јасно видљиве две политичке тенденције. Прву су представљали Темпо и новооснована Комунистичка партија Македоније, дали су приоритет борби против било каквог облика манифестног или латентног пробугарског расположења и увођењу региона у нову пројектовану Комунистичку југословенску федерацију. Ветерани пробугарског ИМРО-а и ИМРО-а (Уједињене) који су прихватили решење македонског питања као етничку преференцију, сада су сматрали да је главни циљ уједињење Македоније у јединствену државу, чија је послератна будућност не мора нужно укључивати укључење у југословенску федерацију. У њему су предвидели нови облик српске доминације над Северном Македонијом, и више воле чланство у балканској федерацији или независност. Ове две тенденције би се појавиле у наредних неколико година. У пролеће 1944. године Македонска народноослободилачка армија је покренула операцију под називом „Пролећна офанзива“ у којој су учествовале немачка и бугарска армија, које су имале преко 60.000 војног и административног особља у тој области. У Струмици је око 3.800 бораца учествовало у формирању војних покрета у региону; Формиране су 4, 14. и 20. македонска акциона бригада, Струмички партизански одред и 50. и 51. македонска дивизија. Од формирања војске 1943. године, македонски комунистички партизани су тежили да створе аутономну владу.
Дана 2. августа 1944. године, на 41. годишњицу Илинденско-преображенског устанка, у манастиру Светог Прохора Пчињског одржана је прва седница новостворене Антифашистичке скупштине Народног ослобођења Македоније ( АСНОМ). Написан је манифест у коме су наведени будући планови АСНОМ-а за независну македонску државу и стварање македонског језика као званичног језика македонске државе. Међутим, касније је донета одлука да Вардарска Македонија постане део нове комунистичке Југославије. У лето 1944. Охрана је чинила око 12.000 бораца и добровољаца из Бугарске. Читава славенофона села су била наоружана и развила се у најстрашнијег непријатеља Грчке народноослободилачке армије (ЕЛАС). У то време Иван Михаилов је стигао у немачко окупирано Скопље, где су се Немци надали да би он могао да формира Независну Државу Македонију уз њихову подршку на бази ИМРО-а и Охрана. Видевши да је рат изгубљен за Немачку и да избегне даље крвопролиће, одбио је.
У то време је нова бугарска влада Ивана Багрјанова започела тајне преговоре са савезницима у циљу проналажења сепаратног мира уз одбацивање било каквог савеза са нацистичком Немачком и проглашење неутралности, укидање свих антијеврејских закона и наређење повлачења бугарских трупа из Македоније. Преко свог министра унутрашњих послова Alexander Stanishev рођеног у Македонији, влада је покушала да преговара са македонским партизанима обећавајући да ће након повлачења бугарске војске из Вардарске Македоније њено оружје бити предато партизанима. То би било могуће под условом да партизани гарантују успостављање пробугарске македонске државе без оквира будуће Југославије. Преговори су пропали и 9. септембра 1944. Отаџбински фронт у Софији је извршио државни удар и свргнуо владу. Након што је Бугарска објавила рат нацистичкој Немачкој, бугарске трупе које су се повлачиле из Македоније, опкољене немачким снагама, бориле су се за повратак до старих граница Бугарске. Под вођством нове бугарске прокомунистичке владе, три бугарске армије, од укупно 455.000 војника, ушле су у окупирану Југославију крајем септембра 1944. и кренуле из Софије у Ниш и Скопље са стратешким задатком да блокирају немачке снаге које се повлаче из Грчке. Они су овде деловали у интеракцији са локалним партизанима. Крајем новембра ослобођени су јужна и источна Србија и већи део Вардарске Македоније  Крајем новембра и почетком децембра главне бугарске снаге су се окупиле у ослобођеној Србији пре повратка кући. Бугарска Прва армија од 135.000 војника наставила је ка Мађарској, уз помоћ југословенских партизана.
Међутим, бугарска војска је приликом анексије региона делимично регрутована из локалног становништва, које је чинило чак 40% војника у појединим батаљонима. Неки званични коментари посланика у македонском парламенту  и бившег премијера Љубча Георгиевског после 1991. најављују да је „борба била грађанска, али не и ослободилачки рат“. Према званичним изворима, број жртава македонских комунистичких партизана против бугарске војске током Другог светског рата износио је 539 мушкараца. Бугарски историчар и директор Бугарског националног историјског музеја др Божидар Димитров у својој књизи Десет лажи Македонизма из 2003. такође доводи у питање степен отпора локалног становништва Вардарске Македоније против бугарских снага и описује сукоб као политички.
Након завршетка Другог светског рата, стварањем НР Македоније и новог македонског језика, започео је процес етногенезе и формирао се посебан национални македонски идентитет. Нове југословенске власти су започеле политику уклањања било каквог бугарског утицаја, чинећи Македонију повезујућом кариком за успостављање нове Балканске федерације и стварајући изразиту словенску свест која ће инспирисати идентификацију са Југославијом. После Другог светског рата владајући бугарски комунисти прогласили су становништво у бугарској Македонији етничким Македонцима и наставници су доведени из Југославије да предају локално становништво на новом македонском језику. Организације ИМРО-а у Бугарској су потпуно уништене. Комунистичка милиција је ловила бивше чланове ИМРО-а, а многи од њих су затварани, репресирани, прогнани или убијени. Организована су и интернирања неслагања са овим политичким активностима људи у радном логору Белене. Тито и Георги Димитров радили су на пројекту спајања две балканске земље Бугарске и Југославије у Балканску Федеративну Републику по пројектима Балканске комунистичке федерације. То је довело до сарадње 1947. године и потписивања Бледског споразума . Он је предвиђао уједињење Вардарске Македоније и Пиринске Македоније и враћање Западног Залеђа Бугарској. Они су такође подржавали грчке комунисте и посебно Словенско-македонски народноослободилачки фронт у Грчком грађанском рату са идејом уједињења Грчке Македоније и Западне Тракије у нову државу под комунистичком влашћу. Према овом пројекту, буржоазија владајућих нација у три империјалистичке државе међу којима је Македонија била подељена, покушала је да закамуфлира свој национални угњетавање, негирајући национална обележја македонског народа и постојање македонске нације. Политика која је произашла из споразума је преокренута након разлаза Тито-Стаљин у јуну 1948. године, када је Бугарска, која је била подређена интересима Совјетског Савеза, заузела став против Југославије. Ова политика пројекције и признавања регионалних земаља и нација од 1930-их, као што је на пример Македонија, била је норма у политици Коминтерне, показујући совјетску огорченост према националној држави у источној Европи и последицама Париске мировне конференције. Распуштањем Коминтерне 1943. и накнадним појавом Коминформа 1948. дошло је до одбацивања претходне идеологије од стране Јосифа Стаљина и прилагођавања условима створеним за совјетску хегемонију током хладног рата . Димитрову изненадну смрт у јулу 1949. пратио је " титоистички " лов на вештице у Бугарској.
Након што су грчки комунисти изгубили Грчки грађански рат, многи говорници словенски су протерани из Грчке. Иако је Народна Република Бугарска првобитно прихватала врло мало избеглица, политика владе се променила и бугарска влада је активно тражила избеглице из Грчке Македоније. Процењује се да је око 2.500 деце послато у Бугарску, а 3.000 партизана је тамо побегло у завршном периоду рата. Дошло је до већег прилива избеглица у Бугарску када се бугарска војска повукла из региона Драма-Серес 1944. Тамо је емигрирао велики део говорника словенског. „Словенски комитет“ у Софији (буг. Славянски Комитет) помогао привлачењу избеглица које су се населиле у другим деловима Источног блока . Према политичком извештају из 1962. године, број политичких емиграната из Грчке износио је 6.529. Политика комунистичке Бугарске према избеглицама из Грчке, бар у почетку, није била дискриминаторна у погледу њиховог етничког порекла: и грчки и словенски говорници су били категорисани као грчки политички емигранти и имали су једнак третман од стране државних органа. Међутим, крај 1950-их обележен је одлучним заокретом у „ македонистичкој ” политици Бугарске, „која више није признавала постојање македонске националности другачије од бугарске”. Као резултат тога, тренд дискриминаторне политике, избеглице из Грчке – више усмерене на оне који говоре словенски, а мање на „етничке Грке “ – добијају известан прозелитистички аспект. На крају су многи од ових миграната асимиловани у бугарско друштво.
Крајем 1950-их Комунистичка партија је поништила своју претходну одлуку и заузела став којим се негира постојање "македонске" нације. Недоследна бугарска политика је од тада већину независних посматрача бацила у стање конфузије у погледу стварног порекла становништва бугарске Македоније. Бугарска комунистичка партија је 1960. године изгласала посебну резолуцију која је образложена „чињеницом да скоро сви Македонци имају јасну бугарску националну свест и да Бугарску сматрају својом домовином . Као резултат тога, међународни односи на линији Софија–Београд су се погоршали, и заправо су прекинути. Ово је довело до коначне победе антибугарски и пројугословенски оријентисаних македонских политичких кругова и означило дефинитивно пропадање самог појма јужнословенске федерације. Бугарофобија је у Македонији порасла скоро до нивоа државне идеологије.
Бугарска је обично задржала право да се изјасни о етничкој припадности на попису, али је бугарски идентитет минимизиран у пописима становништва Југославије и Благоевградске покрајине Бугарске. али између 1945. и 1965. насилно Македонци Покрајина Благоецгра 1946. и пописа из 1956. године комунистичка влада је у складу са споразумом са Југославијом присилила становништво да се наведе као етничке Македонце против њихове воље.
Након пада комунизма и кратког успона македонског национализма почетком 1990-их, што понекад доводи до сукоба између националистичке Унутрашње македонске револуционарне организације (ИМРО) и етничке македонске сепаратистичке организације УМО Илинден-Пирин, комешање је у последње време углавном спласнуло и идеја етничких Македонаца је постала снажно маргинализована. Укупно 3.100 људи у Благоевградском округу се на попису из 2001. изјаснило као Македонци (0,9% становништва региона). Према Европском суду за људска права, етнички Македонци у Бугарској трпе кршења људских права од стране бугарске владе.
У Бугарској се данас македонско питање углавном схвата као резултат нарушавања националног интегритета, почевши од ревизије Санстефанског уговора из 1878. године. Бугарска пориче постојање засебног македонског идентитета. Бугарска осуда је заснована на снажном осећају губитка територије, историје и језика који је у прошлости делила са данашњом Северном Македонијом. Након распада Социјалистичке Федеративне Републике Југославије и последичне независности македонске државе 1991. године, Бугарска је наставила да доводи у питање легитимитет македонске националности, али је у исто време признала нову државу. Бугарска влада из 1991. је промовисала овај политички компромис као конструктиван начин живљења са националним питањем, уместо да га потискује. Ипак, ниједна од фундаменталних тензија око македонског питања није у потпуности решена, а то питање остаје важна подлога у политици Софије.

### Албанија
Јужнословенска мањина у Албанији концентрисана је у два региона, Мала Преспа и Голоборда. Током 1930-их, локално албанско становништво је православне Словене који су живели у Албанији сматрало Бугарима. Нова албанска држава није покушала да асимилује ову мањину нити да насилно промени називе локалних градова и села. Током друге Балканске конференције 1932. бугарска и албанска делегација потписале су Протокол о признавању бугарске националне мањине у Албанији. После Другог светског рата, стварање Народне Републике Македоније и политика нових комунистичких држава око оснивања Балканске Федеративне Републике променили су ситуацију и званично је призната етничка македонска мањина. У околини су основане школе и радио станице на македонском језику. Албанија је признала око 5.000 јаке македонске мањине. У Албанији су обоје Бугари и македонске организације. Сваки од њих тврди да је локално словенско становништво или бугарско или македонско. Само становништво, које је претежно муслиманско, се, међутим, радије назвало Албанцима у званичним пописима.

### Северна Македонија
Северна Македонија званично слави 1991. поводом референдума којим се потврђује независност од Југославије, иако се легализује учешће у „будућој заједници бивших држава Југославије“. Етнички Македонци Северне Македоније су без икаквог изузетка демонстрирали снажну, па чак и агресивну на моменте македонску свест. Било какве везе са Бугарима су денунциране. Током овог периода македонски научници су тврдили да постоје велике и потлачене етничке македонске мањине у региону Македоније, које се налазе у суседним државама. Због тих тврдњи дају се иредентистички предлози којима се позива на проширење граница Македоније како би обухватиле територије наводно насељене етничким Македонцима. Становништво суседних региона је представљено као "потчињено" пропаганди влада тих суседних земаља, и да им је потребна њихова инкорпорација у Уједињену Македонију . До тренутка када је Македонија прогласила своју независност било је врло мало оних који су наставили да гледају на Бугарску. Око 3.000–4.000 људи који су се држали свог бугарског идентитета наишло је на велико непријатељство међу властима и остатком становништва. Повремени процеси против „бугарофила” настављени су до данас. Уставни суд Републике Македоније забранио је организовање Бугара у Републици Македонији - „Радко”. Архивирано из оригинала 04. 09. 2007. г. Приступљено 27. 05. 2023. као "промовисање расне и верске мржње и нетрпељивости". Европски суд за људска права у Стразбуру је 2009. године осудио Републику Македонију због кршења Европске конвенције о људским правима у овом случају. Ипак, током последњих неколико година, растући економски просперитет и чланство Бугарске у ЕУ су видели око 60.000 Македонаца који су поднели захтев за бугарско држављанство; да би га добили морају да потпишу изјаву у којој се изјашњавају да су по пореклу Бугари . Вероватно најистакнутији Македонац који је поднео захтев и добио бугарско држављанство је бивши премијер Љубчо Георгиевски. Процењује се да 500 Македонаца сваке недеље добије бугарско држављанство. Ово укупно чини око 50.000 македонских држављана који су добили бугарско држављанство у последњих 20 година. Бугарске владе оправдавају ову политику јер Македонце сматрају етнополитички дезоријентисаним Бугарима.